# Wojewódzki Szpital Obserwacyjno-Zakaźny im. Tadeusza Browicza w Bydgoszczy

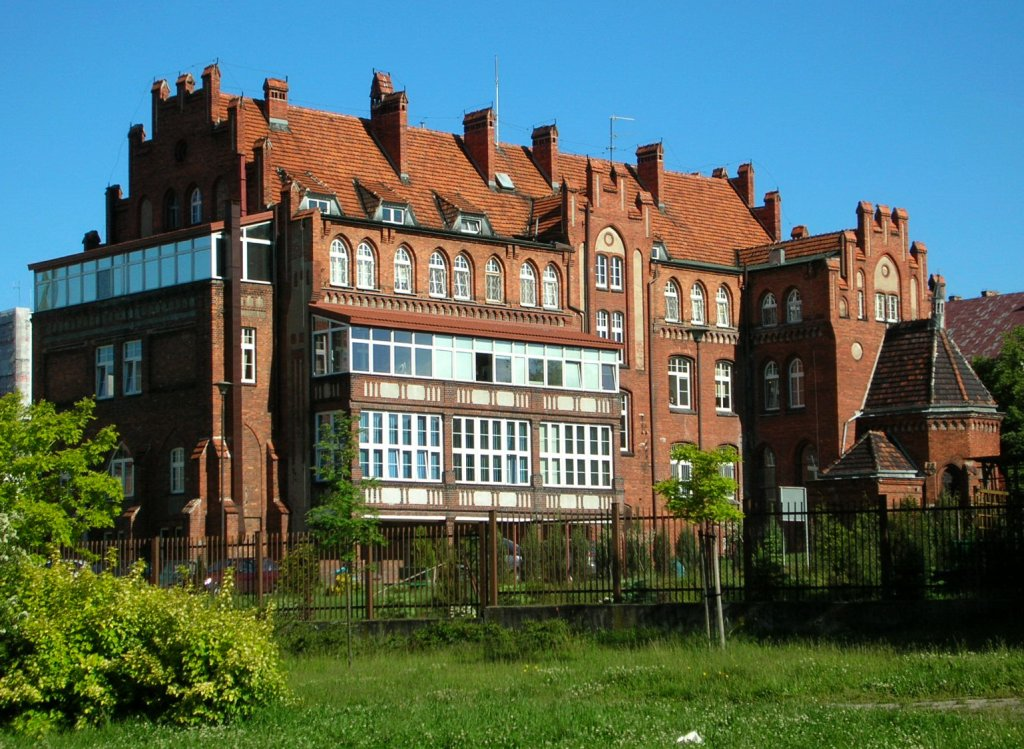
Zabytkowy budynek szpitala z 1910 roku

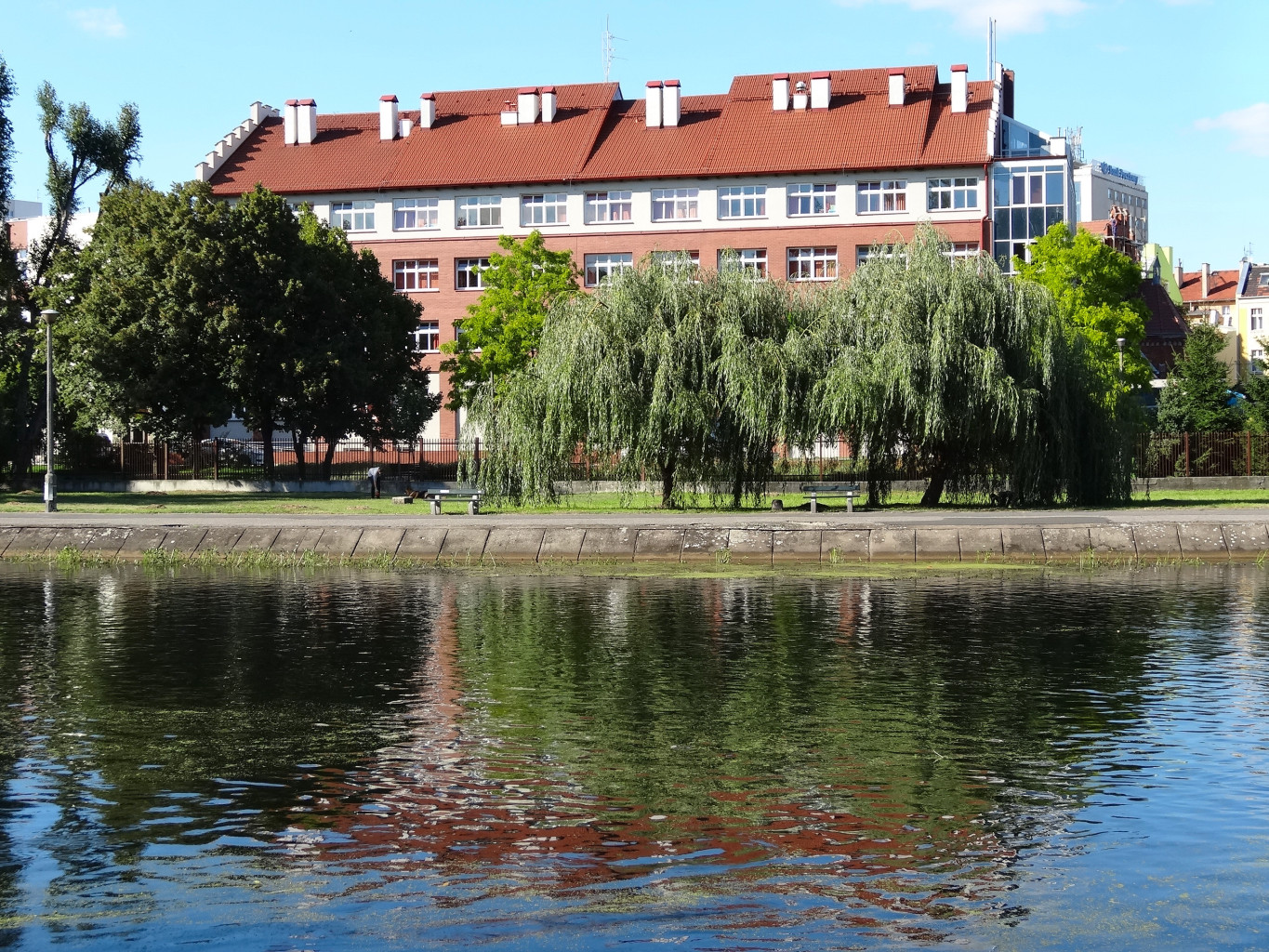
Nowy budynek szpitala oddany do użytku w 2011 roku

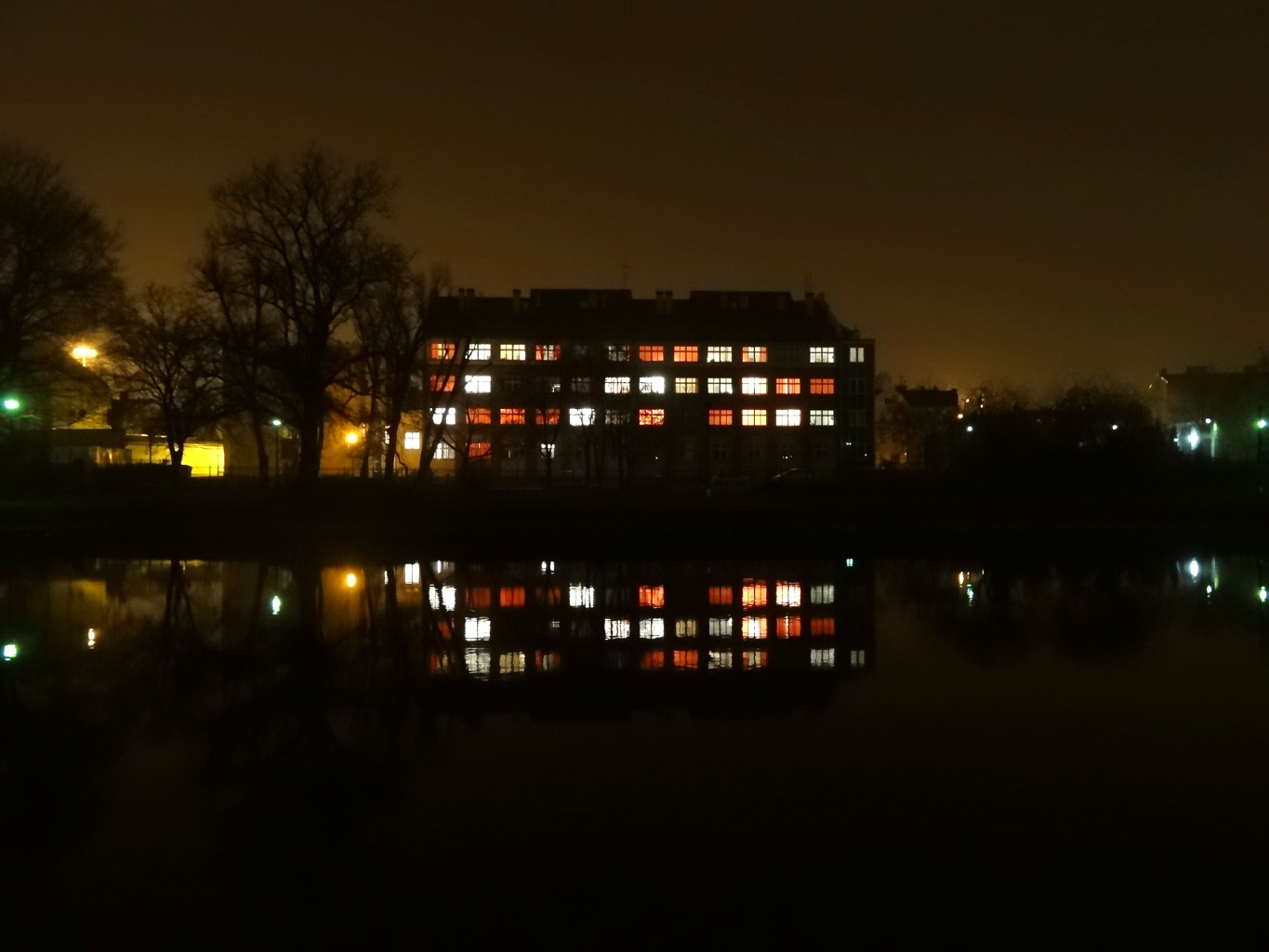
Nocą

Wojewódzki Szpital Obserwacyjno-Zakaźny im. Tadeusza Browicza – szpital specjalistyczny w Bydgoszczy, położony w centrum miasta przy ul. św. Floriana 12, jeden z dwóch tego typu szpitali w województwie kujawsko-pomorskim. Posiada w swojej strukturze m.in. Klinikę Collegium Medicum Uniwersytetu Mikołaja Kopernika.

## Charakterystyka
Szpital zlokalizowany jest w zabytkowym budynku dawnego szpitala dziecięcego, wzniesionym w 1910 roku oraz w nowej rozbudowanej części w 2011 roku. Dysponuje 116 łóżkami z możliwością izolowania pacjentów o wysokiej zakaźności. Rocznie hospitalizuje się tu około 6 tys. osób, a z usług szpitalnych poradni korzysta 30 tys. osób. Szpital specjalizuje się w leczeniu chorób zakaźnych wymagających leczenia stacjonarnego, m.in. wirusowych zapaleń wątroby, neuroinfekcji, zakażeń HIV i AIDS oraz monitorowania zakażeń polio. W ciągu roku wykonywanych jest około 900 diagnostycznych biopsji wątroby u dzieci i dorosłych. W 1989 roku przyjęto tu pierwszych pacjentów zakażonych HIV. W strukturze szpitala znajduje się Wojewódzka Przychodnia Chorób Zakaźnych do której kieruje się pacjentów leczonych szpitalnie, jak i z zewnątrz oraz Wojewódzka Przychodnia Dermatologiczna mieszcząca się przy ul. Kurpińskiego 5 w Bydgoszczy.
Na bazie trzech oddziałów szpitala funkcjonuje Katedra i Klinika Chorób Zakaźnych i Hepatologii Collegium Medicum Uniwersytetu Mikołaja Kopernika w Bydgoszczy. Organem tworzącym dla szpitala jest samorząd województwa kujawsko-pomorskiego.

## Historia

### Szpital dziecięcy
Od 1870 roku właścicielem nieruchomości przy ulicy św. Floriana było probostwo bydgoskie. Ks. Józef Turkowski sprowadził tu w 1880 roku siostry miłosierdzia św. Wincentego à Paulo z Chełmna (szarytki) w celu pomocy dzieciom i młodzieży polskiej. Siostry początkowo założyły ochronkę dla małych dzieci oraz szwalnie dla starszych dziewcząt. 4 maja 1898 r. przy udziale proboszcza bydgoskiego ks. Józefa Choraszewskiego, władz miejskich, lekarzy i darczyńców otwarto 12-łóżkowy szpital dla dzieci. Początkowo był to budynek parterowy, w podwórzu mający kilka sal, w których mieściły się łóżka chorych. Pierwszym lekarzem naczelnym został dr Stanisław Warmiński, stryj dr Emila Warmińskiego - lekarza zasłużonego dla polskiego ruchu narodowego w Bydgoszczy, patrona Szpitala Miejskiego. Personel, a wśród nich lekarze polscy i niemieccy oraz polskie szarytki, pracowali społecznie, bez pobierania wynagrodzenia. W 1901 r. dzięki pomocy hrabiny Potulickiej, w oddzielnym budynku zorganizowano oddział dla dzieci zakaźnie chorych. W latach 1905–1906 w placówce przebywało jednocześnie ok. 200 dzieci. Siostry szarytki zajmowały się nie tylko opieką nad chorymi dziećmi, ale także organizowały kolonie letnie korzystając z pomocy polskich właścicieli ziemskich. W roku 1908 nieruchomości przy ul. św. Floriana nabyła hrabina Aniela Potulicka, a rok później zapisała je na własność zgromadzenia sióstr szarytek - Zakład św. Floriana. Wówczas szpital dysponował 36 łóżkami i utrzymywał się wyłącznie z datków Polaków i ziemian m.in. hrabiny Potulickiej z Potulic i Bnińskiej z Samostrzela. W 1906 r. dr Stanisław Warmiński w testamencie przekazał na rzecz szpitala wszystkie swoje oszczędności. Dzięki temu w latach 1907-1910 zbudowano nowy neogotycki budynek szpitalny według projektu budowniczego W. Plucińskiego z Chełmna. Otwarty 6 maja 1910 r. budynek spełniał całkowicie wymogi ówczesnego szpitalnictwa.
W 1914 r. w części budynku uruchomiono lazaret dla rannych żołnierzy niemieckich. Po 1920 roku w szpitalu leczono zarówno dzieci, jak i dorosłych. Istniały oddziały: dziecięcy (dr Franciszek Nowicki), oczny (dr Kazimierz Szymanowski), uszno-gardlany i zakaźny (dr Jan Kantak), chirurgiczno-ginekologiczny (dr Jan Montowski). Chorobami płuc zajmował się dr Władysław Baranowski. W 1929 r. szpital unowocześniono i zwiększono liczbę łóżek ze 116 do 140. W okresie okupacji szpital służył leczeniu żołnierzy Wehrmachtu. 24 lutego 1940 r. zwolniono siostry szarytki, których miejsce zajęły Niemki.
W 1945 r. szpital użytkowało wojsko. Wiosną 1946 r. umieszczono w nim szpital Garnizonowy, który zlikwidowano w 1948 r., przenosząc go do Torunia.

### Szpital zakaźny
Funkcję szpitala zakaźnego w Bydgoszczy spełniał od 1889 r. Oddział Epidemiczny, a w okresie międzywojennym Szpital Chorób Zakaźnych przy ul. Żwirki i Wigury 11. Oddział zakaźny istniał również przy Szpitalu Diakonisek. 29 stycznia 1949 r. na bazie dotychczasowego wielospecjalistycznego Szpitala św. Floriana powołano Miejski Szpital Zakaźny, przenosząc oddział ze szpitala przy ul. Seminaryjnej. W tym czasie posiadał 155 łóżek w 3 oddziałach i zajmował się zarówno leczeniem dorosłych, jak i dzieci. Istniał również specjalny oddział wirusowego zapalenia wątroby. W 1953 szpital uzyskał obecną nazwę. Wpływ na rozwój placówki miało powołanie w 1985 r. na terenie szpitala Katedry i Kliniki Chorób Zakaźnych Akademii Medycznej w Bydgoszczy pod kierownictwem dr. hab. med. Waldemara Haloty i jego zastępcy dr hab. med. Małgorzaty Pawłowskiej.
W odpowiedzi na zachorowania AIDS klinika rozwinęła specjalistyczne badania w tym kierunku i stała się ośrodkiem referencyjnym zakażeń HIV. W 2011 r. dzięki środkom otrzymanym z budżetu województwa (ok. 18 mln zł), otwarto – obok starego, nowoczesny, czterokondygnacyjny gmach łóżkowy dla chorych wraz z izbą przyjęć. W starym budynku, który poddano modernizacji (wymiana pokrycia dachowego i części instalacji, remont elewacji) pozostawiono m.in. administrację i niektóre laboratoria. W 2022 wyłoniono wykonawcę nadbudowy historycznego budynku B o jedno piętro (koszt: 18,1 mln zł). Nowa kondygnacja nawiązywać ma charakterem architektonicznym, detalem, podziałem stolarki oraz kolorystyką do części istniejącej.

### Nazwy
- 1898-1920 – Szpital św. Floriana dla bezpłatnego leczenia biednych chorych dzieci Bydgoszczy i Okolicy
- 1920-1939 – Szpital Św. Floriana Zgromadzenia Sióstr Miłosierdzia św. Wincentego a Paulo
- 1940-1945 – Szpital św. Floriana
- 1946-1948 – Szpital Garnizonowy
- 1949-1953 – Miejski Szpital Zakaźny
- od 1953 – Wojewódzki Szpital Obserwacyjno-Zakaźny im. Tadeusza Browicza w Bydgoszczy

## Struktura organizacyjna

### Kliniki
- Katedra Chorób Zakaźnych i Hepatologii Collegium Medicum Uniwersytetu Mikołaja Kopernika

### Oddziały
- Oddział Obserwacyjno-Zakaźny,
- Oddział Internistyczno-Zakaźny i Niedoborów Odpornościowych,
- Oddział Chorób Wątroby,
- Oddział Pediatrii, Chorób Infekcyjnych i Hepatologii[2]

### Pracownie
- Diagnostyki Obrazowej,
- Endoskopii,
- Dział Diagnostyki Laboratoryjnej[2]

### Przychodnie
- Wojewódzka Przychodnia Chorób Zakaźnych
- Wojewódzka Przychodnia Dermatologiczna

## Patron
Patronem szpitala od stycznia 1953 roku jest prof. Tadeusz Browicz (1847-1928) - lekarz anatomo-patolog, rektor Uniwersytetu Jagiellońskiego, członek Polskiej Akademii Umiejętności. Opracował m.in. prace naukowe na temat pałeczek duru brzusznego, zmian szpiku kostnego w przewlekłej zimnicy, odkryć gwiaździstych komórek żernych wyściółki naczyń zatokowych zrazików wątrobowych (tzw. komórki Browicza-Kupffera).